# Slåtteholmen
Slåtteholmen est une île norvégienne du comté de Hordaland appartenant administrativement à Stord.

## Description
Rocheuse et couverte d'une légère végétation, à fleur d'eau, elle s'étend sur environ 123 m de longueur pour une largeur approximative de 99 m. 